# Starship Troopers : L'Invasion de Mars
Pour les articles homonymes, voir Starship Troopers.
Série
Starship Troopers : Invasion
(2012)
Pour plus de détails, voir Fiche technique et Distribution.
Starship Troopers : L'Invasion de Mars ou Les Patrouilleurs de l'espace : Embuscade sur Mars au Québec (Starship Troopers: Traitor of Mars) est un film d'animation américano-japonais réalisé par Shinji Aramaki et Masaru Matsumoto, sorti en 2017. C'est le 5e film de la franchise Starship Troopers et le deuxième film d'animation après Starship Troopers : Invasion, sorti en 2012.

## Synopsis
Alors que la guerre contre les arachnides fait rage, le général Johnny Rico est rétrogradé au rang de colonel et envoyé sur Mars. Il a pour mission d'entraîner un groupe de nouvelles recrues, surnommés la « Patrouille Échouée », pour avoir laissé une reine arachnide atteindre la Terre. Pendant que la Fédération dirigée par la Sky Marshall Amy Snapp — la plus jeune Sky Marshall de l'Histoire à 26 ans et également la femme la plus intelligente de son époque — lance une nouvelle offensive contre la Zone de Quarantaine Arachnide, les insectes envahissent Mars, menaçant à nouveau la Terre et plongeant l'équipe du colonel Rico au cœur de l'action. Mais le général Carl Jenkins, ministre des Affaires paranormales, découvre que les Arachnides ne sont pas la seule menace qui pèse sur la planète rouge...

## Fiche technique
Sauf indication contraire, les informations mentionnées dans cette section peuvent être confirmées par les bases de données cinématographiques IMDb et Allociné,  présentes dans la section « Liens externes ».
- Titre original : Starship Troopers: Traitor of Mars
- Titre japonais : スターシップ・トゥルーパーズ レッドプラネット
- Titre français : Starship Troopers : L'Invasion de Mars
- Titre québécois : Les Patrouilleurs de l'espace 5 : Embuscade sur Mars[2]
- Réalisation : Shinji Aramaki et Masaru Matsumoto
- Scénario : Edward Neumeier et Joseph Chou, d'après les personnages créés par Robert A. Heinlein
- Musique : Tetsuya Takahashi
- Décors : Daisuke Matsuda
- Son : Joey Goubeaud, Kôji Kasamatsu, Ryan Morris
- Animation :
  - Supervision de l'animation : Hiroshi Takeuchi
  - Création de personnages : Kazuhiro Oya et Masaki Yamada
  - Animateurs : Yoshiaki Higa
- Storyboard : Shinji Aramaki, Hideki Futamura, Fuminori Kizaki, Masaru Matsumoto et Makoto Sato
- Production : Joseph Chou, Tomi Hashimoto et Max Nishi
  - Production déléguée : Eiichi Kamagata, Edward Neumeier et Casper Van Dien
  - Production associée : Toshio Okada et Kyoko Tanigami
  - Coproduction : Makiko Nagano
  - Assistant de production : Yushi Iko et Mika Konoike
- Sociétés de production :
  - États-Unis : Sony Pictures Releasing et Stage 6 Films
  - Japon : Lucent Pictures Entertainment et Sola Digital Arts
- Société de distribution : Fathom Events (États-Unis) ; Sony Pictures Home Entertainment (DVD / Blu-ray)
- Budget : n/a
- Pays de production :  États-Unis,  Japon
- Langue originale : anglais
- Format : couleur — 1,78:1 — son Dolby Atmos
- Genre : Animation, action, science-fiction
- Durée : 88 minutes
- Dates de sortie[3] :
  - France : 6 août 2017 (sortie sur internet) ; 17 septembre 2017 (sortie en VOD)[4]
  - États-Unis : 21 août 2017
  - Japon : 10 février 2018
- Classification :
  - États-Unis : les enfants de moins de 17 ans doivent être accompagnés d'un adulte (R – Restricted)[N 1]
  - Japon : tous publics - pas de restriction d'âge (Eirin - G)
  - France : interdit aux moins de 12 ans[5]

## Distribution

### Voix originales
- Casper Van Dien : Colonel Johnny Rico
- Dina Meyer : Soldate Isabelle « Dizzy » Flores
- Scott Gibbs : Lieutenant Toshi Baba
- DeRay Davis : Caporal "101" (One-Oh-One)
- Justin Doran : Général Carl Jenkins, Ministre des Affaires Paranormales
- Luci Christian : Capitaine Carmen Ibanez, commandant du John A. Warden
- Emily Neves : Sky Marshall Amy Snapp, dirigeante de la Fédération
- Juliet Simmons : Soldate Tami Camacho
- Greg Ayres : Soldat Geo Malik
- Chris Gibson : Soldat Dutch Cantor
- Leraldo Anzaldua : Sergent-Major Guy "Ratzass" Cunningham
- John Swasey : Pilote George Baba, cousin du lieutenant Baba
- Kyle C. Jones : Daniel, secrétaire du Sky Marshall
- Andrew Love : Présentateur de Fed Net

### Voix françaises
- Michelangelo Marchese : Colonel Johnny Rico
- Prunelle Rulens : Soldate Isabelle « Dizzy » Flores
- Alessandro Bevilacqua : Lieutenant Toshi Baba
- Jean-François Rossion : Caporal "101" (One-Oh-One)
- Steve Driesen : Général Carl Jenkins, Ministre des Affaires Paranormales
- Marcha Van Boven : Capitaine Carmen Ibanez, commandant du John A. Warden
- Ludivine Deworst : Sky Marshall Amy Snapp, dirigeante de la Fédération
- Valérie Guzzi : Soldate Tami Camacho
- Nicolas Matthys : Soldat Geo Malik
- Martin Spinhayer : Soldat Dutch Cantor
- Pierre Lognay : Sergent-Major Guy "Ratzass" Cunningham
- Nancy Philippot : Voix additionnelles
- Didier Colfs : Voix additionnelles
- Gaël Soudron : Voix additionnelles

Version française réalisée aux studios Cinéphase Belgique
- Direction artistique : Bruno Mullenaerts
- Adaptation : Mathias Raaflaub
- Mixage : Stéphane Chauvin

## Production

### Genèse et développement
Le scénario est signé par Edward Neumeier, déjà à l'œuvre sur les précédents films de la franchise comme scénariste et producteur, ainsi que comme réalisateur du 3e film, Marauder (2008). L’intrigue de ce film se passe vingt ans après celle du premier film Starship Troopers de Paul Verhoeven sorti en 1997.
Le coréalisateur Shinji Aramaki le présente comme une suite au premier film Starship Troopers de Paul Verhoeven : « Nous avons voulu faire de ce film la vraie suite au film original. En intégrant le scénariste Edward Neumeier sur le projet, et en rappelant le seul et unique Johnny Rico, c'est-à-dire Casper Van Dien. »

### Attribution des rôles
Dina Meyer et Casper Van Dien retrouvent leurs rôles respectifs de Dizzy et Johnny, qu'ils avaient incarnés en prise de vue réelle dans le premier film de la franchise Starship Troopers (Paul Verhoeven, 1997). Casper Van Dien l'avait déjà repris dans Starship Troopers 3 : Marauder (Edward Neumeier, 2008) et produit le film d'animation Starship Troopers : Invasion (Shinji Aramaki, 2012).

### Tournage
Certaines séquences d'animation ont été réalisées avec de la capture de mouvement, comme l'explique l'un des réalisateurs Shinji Aramaki : « Faire des captures d'acteurs réels est essentiel pour un film comme le nôtre. Nous avons donc fait appel à la capture de mouvement, non seulement avec les bons outils mais surtout avec les bons comédiens, capables d’incarner physiquement ces personnages. Cela surprend toujours quand on dit que nous utilisons la capture de mouvement pour un tel film, mais c’est vraiment le cas. » Casper Van Dien n'y a cependant pas participé.

## Nomination
- Behind the Voice Actors Awards 2018 : meilleure performance vocale masculine dans un long métrage d'animation/spécial pour Casper Van Dien (voix de Johnny Rico)[8]

## Éditions en vidéo
En France, le film Starship Troopers : L'Invasion de Mars est sorti en VOD le 17 septembre 2017, puis sort en DVD et Blu-ray + Digital UltraViolet le 3 janvier 2018,.